# مارکو فیون
مارکو فیون (اسپانیایی: Marco Fión‎؛ زادهٔ ۱۷ ژانویهٔ ۱۹۴۷) بازیکن فوتبال اهل گواتمالا بود.
وی همچنین در تیم ملی فوتبال گواتمالا بازی کرده‌است.